# Rudolf Kohlermann
Rudolf Kohlermann (* 26. Juli 1915 in Immelborn; † unbekannt) war ein deutscher Ingenieur, Politiker und Funktionär der DDR-Blockpartei National-Demokratische Partei Deutschlands (NDPD). 
Kohlermann war der Sohn eines Arbeiters. Am 9. Oktober 1937 beantragte er die Aufnahme in die NSDAP und wurde rückwirkend zum 1. Mai desselben Jahres aufgenommen (Mitgliedsnummer 5.956.997). Nach der Volks- und Aufbauschule besuchte er von 1937 bis 1940 die Ingenieurschule in Ilmenau. Als Maschinenbauingenieur wurde er später Leiter der Abteilung Forschung und Entwicklung im VEB Hartmetallwerk Immelborn. Er trat nach dem Zweiten Weltkrieg der in der Sowjetischen Besatzungszone neugegründeten NDPD bei. Bei den Wahlen zur Volkskammer war Kohlermann Kandidat der Nationalen Front der DDR. Von 1963 bis 1967 war er Mitglied der NDPD-Fraktion in der Volkskammer der DDR.